# فرشاد عربی
فرشاد عربی(متولد اسفند ۱۳۶۶- رامشیر) ووشوکار ایرانی و پرافتخار‌ترین تالوکار ایرانی است که در سال ۹۷سر مربی  تیم ملی ووشو (تالو) شد، وی اولین مدال تالو ایران را در سال ۲۰۰۷ در رقابت‌های جهانی چین کسب کرد.  ۱۰ ها مدال قهرمانی جهان در بخش تالو را در سال‌های ۲۰۰۶و۲۰۰۷ و ۲۰۰۹ و۲۰۱۱و۲۰۱۳و۲۰۱۵و ۲۰۱۷ در فرم‌های نن‌گوئن (با چوب) و نن‌دائو (با شمشیر) ونن چوان به دست آورده‌است. وی در تورنمنت ووشو پکن ۲۰۰۸ و در دو بازی‌های آسیایی ۲۰۰۶ و ۲۰۱۰ و ۲۰۱۴نیز در فرم نان‌چوان برای تیم ملی ایران مسابقه داده‌است. فرشاد عربی متولد شهرستان رامشیر است.